# سليم بيغ (أرومية)
سليم‌ بيغ هي قرية في مقاطعة أرومية، إيران. عدد سكان هذه القرية هو 218 في سنة 2006.